# Elia Meschack
Elia Meschack (* 6. August 1997 in Kinshasa, in den Medien auch Elia Meschak oder Meschack Elia genannt) ist ein kongolesischer Fußballspieler, der hauptsächlich auf den offensiven Flügelpositionen spielt. Darüber hinaus kann der schnelle und dribbelstarke Spieler auch als Stürmer spielen.

## Karriere

### Verein
Meschack begann 2015 beim CS Don Bosco, der Farmteam des kongolesischen Rekordmeisters TP Mazembe ist und in der ersten Liga des Landes, der Linafoot, spielt. 2016 erfolgte der Wechsel zu TP Mazembe, wo er sich schnell etablieren konnte und zwei Meisterschaften errang. Im Sommer 2016 absolvierte er ein Probetraining bei Bursaspor; der FC Porto und Standard Lüttich verhandelten über einen Wechsel, der jedoch nicht zustande kam.
In der Saison 2018/19 der CAF Champions League erreichte er das Halbfinale mit seiner Mannschaft und erzielte im gesamten Wettbewerb drei Tore.
Im Februar 2020 wechselte er zum Schweizer BSC Young Boys, wo er einen bis 2023 laufenden Vertrag unterschrieb (der sich später auf Grund einer erreichten Anzahl an Einsätzen automatisch bis 2024 verlängerte). Er debütierte bei den Young Boys am 23. Februar 2020 beim 3:3 gegen den FC St. Gallen, als er in der 83. Minute für Felix Mambimbi eingewechselt wurde, und etablierte sich sofort als regelmäßiger Auswechselspieler. Sein erstes Tor für die Berner schoss er bereits bei seinem dritten Einsatz am 27. Juni 2020 zum 6:0-Endstand gegen Neuchâtel Xamax, nachdem er für Jean-Pierre Nsame eingewechselt worden war. Zum ersten Mal in der Startformation stand er am 15. Juli 2020 beim 4:2-Sieg gegen den Servette FC, bei dem er sein zweites Tor zum 2:1 schoss. Damit kam er bereits in seiner ersten Saison 2019/20 bei den Bernern zu 13 Einsätzen.
In der Saison 2020/21 kam Meschack zu 26 Einsätzen in den 36 Meisterschaftsspielen. In 17 Spielen stand er in der Startformation und spielte in zwei davon durch. In neun Spielen wurde er eingewechselt, in zwei saß er lediglich auf der Ersatzbank, ohne eingewechselt zu werden, in vier wurde er nicht aufgeboten, und in weiteren vier fehlte er verletzt. Er erzielte sechs Tore.
In der Saison 2021/22 kam er zu 30 Einsätzen in den 36 Meisterschaftsspielen. In 22 Spielen stand er in der Startformation und spielte in zwölf davon durch. In acht Spielen wurde er eingewechselt, in fünf fehlte er verletzt, in einem war er gesperrt (gelb-rote Karte am 23. April 2022 beim 3:1-Sieg gegen den Servette FC). Er erzielte acht Tore, darunter je zwei am 24. Juli 2021 beim 4:3-Sieg gegen den FC Luzern und am 10. Mai 2022 beim 4:1-Sieg gegen den FC St. Gallen.
In der Saison 2022/23 kam zu 29 Einsätzen in den 36 Meisterschaftsspielen. In 20 Spielen stand er in der Startformation und spielte in neun davon durch, in zehn Spielen wurde er eingewechselt. In der Nachspielzeit beim 2:1-Sieg gegen den Grasshopper Club Zürich am 21. Januar 2023 erhielt er wegen eines Ellbogenschlags gegen den GC-Verteidiger Ayumu Seko zunächst die gelbe, nach Intervention des VAR sogar die direkte rote Karte und wurde für vier Spiele gesperrt. Er erzielte bisher sieben Tore, darunter zwei am 11. März 2023 beim 4:0-Sieg gegen den FC Sion.
Im März 2023 wurde der Vertrag mit Meschack bis zum Sommer 2026 vorzeitig verlängert.

### Nationalmannschaft
Elia gab sein Debüt für die DR Kongo am 26. März 2016 im Zuge der Qualifikation zur Afrikanischen Nationenmeisterschaft 2016 gegen Angola, als er in der 64. Minute eingewechselt wurde. In dieser Partie erzielte er auch gleich sein erstes Tor zur 2:0-Führung (Endstand 2:1). Bei der Nationenmeisterschaft 2016 hatte sich Meschack endgültig zum Stammspieler etabliert, mit vier Toren und zwei Vorlagen trug er entscheidend zum Sieg seines Landes im Turnier bei. Er selbst wurde zum Spieler des Turniers gewählt.

## Erfolge
Vereine
- CAF Super Cup: 2016 mit dem TP Mazembe
- CAF Confederation Cup: 2016, 2017 mit dem TP Mazembe
- Linafoot: 2015/16, 2016/17 mit dem TP Mazembe
- Schweizer Meister: 2020, 2021 und 2023 mit dem BSC Young Boys
- Schweizer Cupsieger 2023 mit dem BSC Young Boys

Nationalmannschaft
- Afrikanische Nationenmeisterschaft: 2016

Persönliche Auszeichnungen
- Afrikanische Nationenmeisterschaft 2016: Spieler des Turniers
- Credit Suisse Super League Player 2023

## Kontroverse um Wechsel
Im Sommer 2019 absolvierte Elia ein Probetraining beim belgischen Klub RSC Anderlecht und war anschließend nicht mehr aufzufinden, obwohl der RSC Anderlecht Meschacks Training positiv bewertet hatte. Kurz nach seinem spurlosen Verschwinden tauchte er in der Schweiz bei den Young Boys Bern auf. In einem offiziellen Statement von TP Mazembe heißt es, Meschack habe in der Schweiz mithilfe von Beratern versucht, politisches Asyl zu beantragen, und habe weiterhin das Jahr 1997 als sein Geburtsjahr angegeben. Ziel dieses Vorhabens war es laut TP Mazembe weiter, TP Mazembe zu hintergehen, denn bei der Vertragsunterschrift 2015 wäre Elia, wenn er tatsächlich im Jahr 1997 zur Welt gekommen wäre, minderjährig gewesen, somit hätte TP Mazembe eine Straftat begangen. Dies hätte zur Folge gehabt, dass Meschack ablösefrei hätte wechseln können. Der Schwindel sei jedoch aufgeflogen, und Meschack wurde anschließend vom kongolesischen Fußballverband für ein Jahr gesperrt. Er durfte in dieser Zeit weder Spiele für TP Mazembe noch für die Nationalmannschaft bestreiten (letztere war allerdings widerrechtlich, da nur die FIFA oder die Kontinentalverbände Spieler sperren dürfen.)
Young Boys Bern stand weiterhin in Kontakt mit Meschack, nahm ihn auch in seinen Trainingsbetrieb auf und verpflichtete ihn schließlich als Ersatz für Roger Assalé, nachdem sowohl die FIFA als auch der Schweizerische Fussballverband Meschack die Spielberechtigung erteilt hatten.
Meschack selbst bestritt alle Vorwürfe. Er sei aus freien Stücken in die Schweiz gereist, in Anderlecht habe man ihn zwar verpflichten, aber nur für dessen zweite Mannschaft spielen lassen wollen, was er abgelehnt habe. Die Berater hätten ihn zu einer Unterschrift trotzdem zwingen wollen. Meschacks Anwälte wiesen die Vorwürfe ebenfalls zurück und sprachen von einem Komplott.